# Sprint!
Sprint! was een BNN-serie over een fictief fietskoeriersbedrijf in Amsterdam. BNN schreef een wedstrijd uit voor het schrijven van een nieuwe televisieserie, die gewonnen werd door Reinout Oerlemans' Eyeworks. Het concept werd gebaseerd op de rol van Georgina Verbaan als fietskoerier in de soap Goede tijden, slechte tijden. De afleveringen werden geregisseerd door achtereenvolgens Lodewijk Crijns en Jelle Nesna. In de zomer van 2005 begon BNN met de opnamen. Deze 16-delige komedieserie, die beschreven werd als een kruising tussen Costa! en Finals, werd in 2005-2006 uitgezonden op Nederland 2.

## Rolverdeling
- Manuel Broekman als Floris of de Rechter
- Marlous Dirks als Babe
- Bart Klever als manager Kurt Flinterman of Flint
- Thijs Maas als Beer
- Mark Scholten als Batman
- Sophie Tabouret als Speedy
- Jeroen van Koningsbrugge als Snoek
- Meral Polat als Yolanda

Overig
- Yolanthe Cabau van Kasbergen speelde een gastrol in de achtste aflevering.